# Jessalyn Gilsig
Jessalyn Sarah Gilsig, född 26 maj 1971 i Montréal i Kanada, är en kanadensisk skådespelerska, mest känd för roller i TV-serierna Vikings, Boston Public och Nip/Tuck. I Vikings gör hon rollen som Siggy Haraldson. Hon spelar Claire Bennets biologiska mor i NBC:s TV-serie Heroes, och Will Schuesters exfru Terri Schuester i TV-serien Glee.

## Filmografi (i urval)
- 1991–1992 – Young Robin Hood (TV-serie)
- 1998 – Mannen som kunde tala med hästar
- 1998 – Det magiska svärdet - kampen om Camelot (röst)
- 2000–2002 – Boston Public (TV-serie)
- 2003–2008 – Nip/Tuck (TV-serie)
- 2004 – På spaning i New York (TV-serie) (fem avsnitt)
- 2005 – Prison Break (TV-serie) (4 avsnitt)
- 2007–2008 – Heroes (TV-serie)
- 2007–2008 – Friday Night Lights (TV-serie)
- 2007 – Flood
- 2008 – Prom Night
- 2009–2012, 2015 – Glee
- 2013–2015 – Vikings (TV-serie)
- 2013 – The Good Wife (TV-serie)
- 2016 – Scandal (TV-serie)
- 2019 – Grand Hotel (TV-serie)
- 2021 – Big Shot (TV-serie)